# Šadići (Kunovo, Foča, BiH)
Šadići su naseljeno mjesto u općini Foča, Republika Srpska, BiH. Ne pojavljuje se na popisu 1961., jer je već 1950. upravno ukinuto i pripojeno Kunovu (Sl.list NRBiH, br.10/50). Nalaze se uz granicu sa Srbijom, blizu mjesta gdje rijeka Ćehotina postaje granica. Jugoistočno su rudnici Šuplja stijena.